# مارسيل بولوش
مارسيل إيوان بولوش (من مواليد 1 أبريل 1968) هو اقتصادي وسياسي روماني يشغل منصب وزير المالية منذ عام 2023. شغل سابقًا منصب وزير المشاريع والاستثمار الأوروبي من 2022 إلى 2023.
تم تعيين بولوش وزيرًا للمالية في 15 يونيو 2023 بعد حصوله على تصويت مؤيد بأغلبية 30 صوتًا لتعيينه.